# 崔慰祖
崔慰祖（?—?），字悅宗，清河郡东武城县（今河北省衡水市故城县）人。
父崔慶緒為梁州刺史。好学，聚书萬餘卷，崔慰祖永明中為奉朝請，父喪不食鹽，家財千萬，散與宗族。歷始安王撫軍、行墨曹參軍，轉刑獄，兼記室。崔慰祖好注《史記》、《漢書》，他认为此二书“漏二百余事”。著《海岱志》。

## 延伸阅读
[在维基数据编辑]
 《南齊書·卷52》，出自萧子显《南齊書》